# Data Transformation Services
Pour les articles homonymes, voir DTS.
Les Data Transformation Services ou DTS sont des services inclus dans le SGBD SQL Server 2000 qui facilitent l’extraction, la transformation et le chargement de données hétérogènes à l’aide de OLE DB, Open Database Connectivity (ODBC) ou des fichiers texte seulement dans n’importe quelle base de données OLE DB vers n'importe quelle autre base ou fichier CSV. Par ailleurs, DTS automatise la transformation des données en permettant à l’utilisateur d’importer ou de transformer des données automatiquement selon un calendrier régulier.
Cette technologie a été remplacée par SSIS (en) à partir de SQL Server 2005.

## Fonctionnalités
Voir Microsoft SQL Server